# Гольденвейзер, Александр Соломонович
Александр Соломонович Гольденвейзер (14 (26) февраля 1855, Канев, Киевская губерния, Российская империя — 24 мая (6 июня) 1915, Киев, Киевская губерния, Российская империя) — русский юрист, адвокат и публицист. Один из крупнейших русских цивилистов, бессменный председатель Киевской комиссии присяжных поверенных.

## Биография
Родился 14 (26) февраля 1855 года в Каневе (ныне Черкасская область, Украина) в семье Хаима-Шлёмы Срулевича (Соломона Израилевича) Гольденвейзера (1814, Умань — не ранее 1873), купца второй гильдии в Умани и с 1858 года в Екатеринославе. Мать — Эстер Яковлевна Гольденвейзер (1819—?). Дед — Дед, колонист Сруль Гершкович Гольденвейзер (1766—1854), тоже был купцом в Умани и одним из основателей еврейской земледельческой колонии в Бессарабии (1840), названной Михаилсдорф в честь брата императора. У родителей был также двухэтажный каменный дом в Минске.
В 1871 году окончил Екатеринославскую гимназию; затем — юридический университет Санкт-Петербургского университета (1876). Работал помощником присяжного поверенного у своего брата, адвоката Моисея Соломоновича Гольденвейзера в Москве. Как и М. С. Гольденвейзер он был заядлым библиофилом, собрал значительную коллекцию редких книг:

Моисей Соломонович Гольденвейзер вывез в 1920 году в Польшу основную, наиболее ценную часть своей библиотеки, в составе которой были редчайшие прижизненные издания русских и европейских классиков, книги с автографами и маргиналиями, коллекция альдин, эльзевиров, плантенов, несколько книг ранних Сончино, французские иллюстрированные издания XVIII века. Почти таким же штемпелем, но с добавлением указания «Киев», помечены и книги библиотеки его младшего брата Александра Соломоновича Гольденвейзера (1855—1915), адвоката, одного из лучших цивилистов России, много лет возглавлявшего киевскую адвокатуру.
— Бердичевский Я. И. Еврейские книжники Украины
В 1877 году Л. А. Куперник убедил его переехать в Киев, где он спустя некоторое время возглавил киевскую адвокатуру — Распорядительный комитет Киевской консультации присяжных поверенных. Он организовал и стал и председателем Товарищества помощи лицам, освобождённым из мест заключения. «То, что в свое время было сделано для всероссийской и петроградской адвокатуры В. Д. Спасовичем и К. К. Арсеньевым. сделано для киевской — Гольденвейзером».
А. С. Гольденвейзер — автор работ по гражданскому и уголовному праву. Печатался в «Северном вестнике», «Русской мысли», «Вестнике Европы», «Юридическом вестнике», «Вестнике права» и других специализированных периодических изданиях. Он считался одним из крупнейших специалистов по гражданскому праву в России. Им были написаны работы по гражданскому и уголовному праву, по проблемам пенитенциарной системы, а также по социальному законодательству и социальным реформам в странах Западной Европы. Автор трудов по гражданскому праву («Социальное законодательство Германской империи: страхование рабочих от несчастных случаев, на случай потери способности к труду и старости», 1890; «Герберт Спенсер. Идеи свободы и права в его философской системе», 1904) и творчеству Л. Н. Толстого, с которым был близко знаком.
Наиболее замечательна его книга «Преступление — как наказание, а наказание — как преступление: мотивы Толстовского „Воскресения“» (1908, 1911) — этюды, лекции и речи на уголовные темы. Книга была снабжена предисловием Л. Н. Толстого; переведена на европейские языки.
Выступал в политических процессах В. В. Малавского (1879), А. И. Богдановича (1883), «Процессе двенадцати» (1884).
Проживал в Киеве по улице Рейтарской, дом № 13. Умер 24 мая (6 июня) 1915 года в Киеве.

## Избранное
- Социальное законодательство Германской империи. Страхование рабочих: больничное, от несчастных случаев, на случай потери способности к труду и старости. Киев, 1890.
- Современная система наказаний и её будущность по трудам парижского пенитенциарного конгресса. Киев: Типография Петра Барского, 1896.
- Вопросы вменения и уголовной ответственности в позитивном освещении (лекции в русской Высшей школе в Париже). СПб, 1902.
- Герберт Спенсер. Идеи свободы и права в его философской системе. СПб: Сенатская типография, 1904.
- Характерные черты демократического правосудия. М.: Типо-литография товарищества И. Н. Кушнерев и Ко, 1906.
- Преступление — как наказание, а наказание — как преступление. Этюды, лекции и речи на уголовные темы. Киев, 1908.
- Преступление — как наказание, а наказание — как преступление: мотивы Толстовского «Воскресения». Киев, 1911.
- Социальные течения и реформы XIX столетия в Англии. В серии «Из наследия мировой политологии», № 43. М., 2015. — 192 с.
- Социальное законодательство Германской империи. Страхование рабочих: больничное, от несчастных случаев, на случай потери способности к труду и старости. В серии «Из наследия мировой политологии», № 44. М., 2015. — 184 с.

## Семья
- Жена — Софья Григорьевна (Гершевна) Гольденвейзер (в девичестве Мунштейн, ? — 1926, Висбаден)[8][9][10]. Её брат, поэт и драматург Леонид Григорьевич Мунштейн, был женат на писательнице Т. Л. Щепкиной-Куперник[11].
  - Сыновья — Алексей, юрист; Александр, антрополог; Эммануил, экономист[12].
  - Дочь — Мария Александровна Гольденвейзер. Ещё две дочери-близнецы — Елена Гольденвейзер и Надежда Фельдзер (1880—1944)[13] — были арестованы под Ниццей в декабре 1943 года, депортированы в концентрационный лагерь Дранси, оттуда в Освенцим, где погибли.

Братья:
- Владимир Соломонович Гольденвейзер (1853—1919) — дворянин, инженер путей сообщения, последние годы жизни жил в Киеве. Его сын — Лев Гольденвейзер (1883—1959), адвокат, театральный режиссёр-постановщик, драматург, прозаик, переводчик, в 1927—1937 годах — заведующий литературным отделом Госкино, отец механика А. Л. Гольденвейзера (1911—2003).
- Борис Соломонович Гольденвейзер (1839—1916) — кишинёвский и впоследствии московской адвокат. Его сын — Александр Гольденвейзер (1875—1961), создатель крупнейшей советской пианистической школы; дочь — пианистка Мария Борисовна Гольденвейзер (1873—1940), была замужем за пушкинистом М. О. Гершензоном.
- Моисей Соломонович Гольденвейзер (1837/1838 — 1921, Варшава) — юрист, юрисконсульт банка Полякова, библиофил, литературовед и историк[14] (в его доме в Гранатном переулке в 1910-е годы проживали родители А. Д. Сахарова)[15][16]. Его сын — Николай Гольденвейзер, адвокат и литератор.
- Яков Соломонович Гольденвейзер (1 июня 1862, Екатеринослав — 1931, Киев[17]) — адвокат, присяжный поверенный в Киеве[18].